# Hands that Bind
Hands that Bind ist ein Filmdrama von Kyle Armstrong, das Anfang Oktober 2021 beim Calgary Film Festival seine Premiere feierte und Anfang November 2023 in die US-Kinos kommen soll.

## Handlung
Andy Hollis arbeitet Anfang der 1980er Jahre von morgens bis abends als Lohnarbeiter auf einer Farm in Alberta. Er hofft das Stück Land von seinem Chef Mac zu erben. Als plötzlich dessen Sohn Dirk auftaucht, um sein Erstgeburtsrecht einzufordern, scheint sein Traum zunichtegemacht.

## Produktion

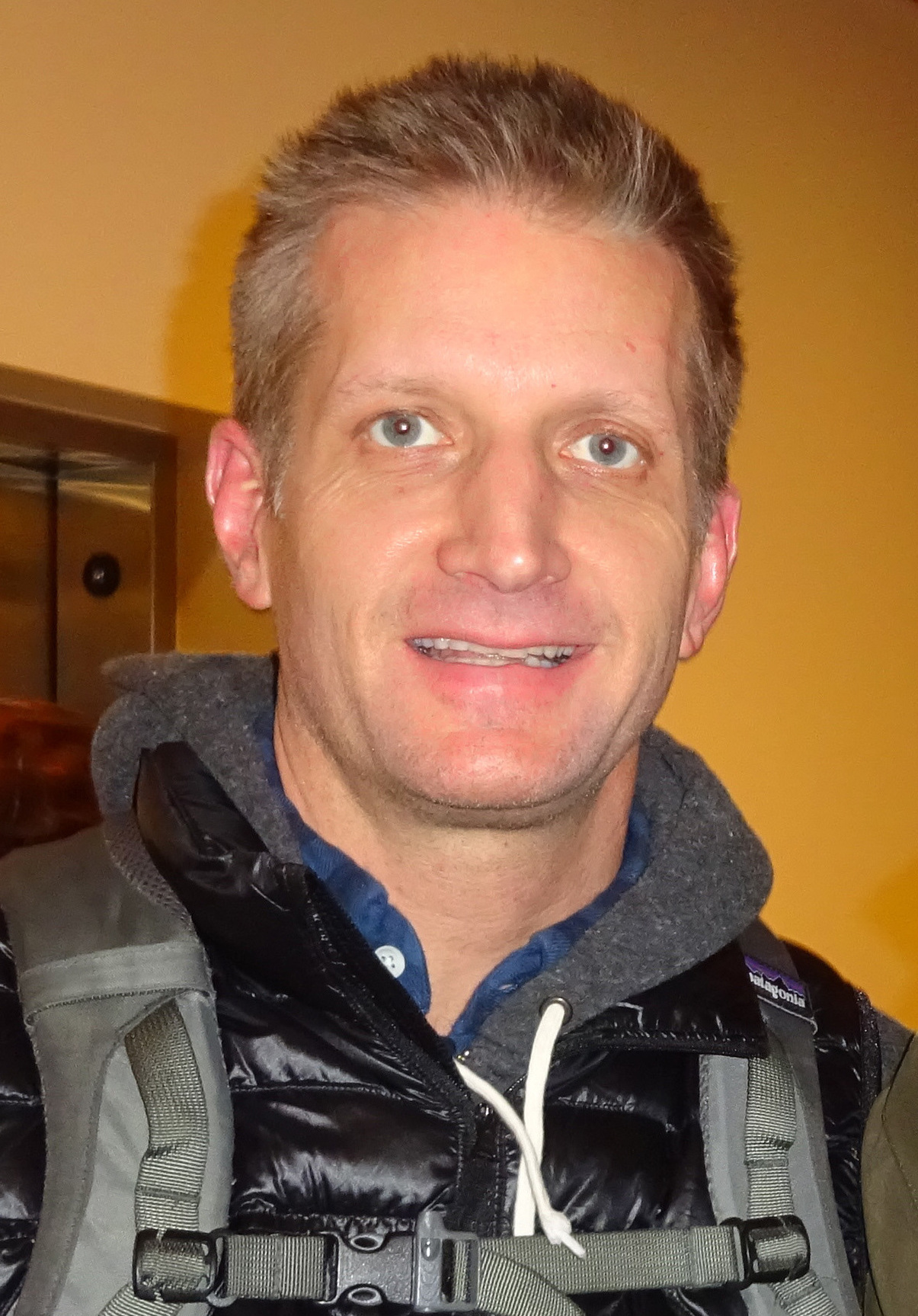
Paul Sparks spielt Andy Hollis

Regie führte Kyle Armstrong und schrieb auch das Drehbuch. Es handelt sich um seinen zweiten Spielfilm.
Paul Sparks spielt in der Hauptrolle Andy Hollis, Nicholas Campbell seinem Chef Mac Longridge und Landon Liboiron dessen Sohn Dirk. Bruce Dern übernahm die Rolle von Hank.
Die Dreharbeiten zu Hands that Bind wurden im Sommer 2019 abgeschlossen. Als Kameramann fungierte Mike McLaughlin.
Die Filmmusik komponierte Jim O’Rourke.
Die erste Vorstellung erfolgte Anfang Oktober 2021 beim Calgary Film Festival. Hiernach wurde er beim Vancouver International Film Festival vorgestellt. Ende März, Anfang April 2022 wurde er beim Sun Valley Film Festival erstmals in den USA gezeigt. Ende April 2022 erfolgten Vorstellungen beim Atlanta Film Festival. Im Oktober 2023 wurde der erste Trailer vorgestellt. Am 3. November 2023 soll der Film in ausgewählte US-Kinos kommen und als Video-on-Demand veröffentlicht werden.

## Auszeichnungen
Atlanta Film Festival 2022
- Nominierung im Cinematography Competition[10]

Calgary International Film Festival 2021
- Nominierung im Canadian Narrative Competition[11]

Canadian Screen Awards 2024
- Nominierung für die Beste Kamera (Mike McLaughlin)
- Nominierung für den Besten Tonschnitt (Johnny Blerot)[12]